# Börje Lund
Börje Lund, född omkring 1764 i Sverige, död i januari 1816 i Köpenhamn, var en svensk-dansk konstnär och teaterdekoratör.
Lund utförde en rad teaterdekorationer åt de danska privata teatersällskpen i slutet av 1700-talet. Han fick borgerskap som målarmästare i Köpenhamn 1796 och samma år gifte han sig med Christiane Beate Köhn. Lund är representerad vid Konstindustrimuseet i Köpenhamn, Kopparstickssamlingen i Köpenhamn och Kungliga biblioteket i Stockholm.   